# SuperПерцы
«SuperПерцы» (англ. Superbad) — американский комедийный фильм режиссёра Грега Моттолы. Первая роль Кристофера Минц-Пласса.

## Сюжет
Сет и Эван — два старшеклассника «ботаника», друзья с детства. В школе их унижают, а о внимании со стороны девушек они только мечтают. Вскоре выпускной и учеба в колледже — срочно нужно повышать свой статус в глазах женского пола. После урока домоводства, на котором Сет работал в паре с красавицей Джулс, парень осмелел и завел с ней разговор. Оказалось, что Джулс собирается провести вечеринку. Эван тоже набрался храбрости и пригласил свою возлюбленную Бекку на вечеринку. Парни пообещали девушкам, что берут проблему со спиртным на себя.
Фогель, одноклассник Сета и Эвана и такой же «ботаник», признается, что добыл поддельные документы и может купить спиртное в магазине. На документах Фогеля он значится как «МакТрахер» (McLovin). Сам не свой от страха, Фогель идет за алкоголем, но именно в этот момент магазин грабят и Фогель получает удар по голове от преступника. Продавец вызывает полицию. Стоящие снаружи Сет и Эван уверены, что их друга поймали с поддельными документами. Однако полицейские Слейтер и Майклс оказались настроены миролюбиво и собрались подбросить Фогеля на вечеринку. Сет, убегая в панике от магазина, попадает под машину. Ему приходит в голову шантажировать водителя, находящегося на условно-досрочном освобождении, обращением в полицию и они заставляют его добыть им еще алкоголя. Водитель привозит их на другую вечеринку, где можно разжиться выпивкой. Сет и Эван воруют алкоголь, наливают его в найденные канистры и сбегают.
Тем временем Слейтер и Майклс катают Фогеля на служебной машине. Будучи при исполнении, они употребляют алкоголь, поют и стреляют по сторонам. Сет и Эван в этот момент убегают с вечеринки и Сет снова попадает под автомобиль — как раз полицейскую машину, на которой ехал Фогель. Парням удается скрыться, и они добираются до вечеринки Джулс, сохранив выпивку. На празднестве рассказы парней о полиции и перестрелке производят сенсацию, и ребята добиваются внимания подвыпивших девушек. Сет пытается поцеловать Джулс, но та сопротивляется. Сет отключается от выпитого и, падая, случайно ставит ей синяк. Эван уединяется с Беккой, но сам не готов перейти к активным действиям, так как слишком уважает её и не хочет заниматься сексом с девушкой навеселе. Идиллию нарушают Слейтер и Майклс, ворвавшиеся на вечеринку. Сет и Эван сбегают от них. Полицейские задерживают Фогеля как раз, когда он раздел девушку и собрался заняться сексом. Полицейские в последний момент неожиданно признаются Фогелю, что не держат на него зла и готовы отпустить, хотя знают о его афере с документами. Фогель договаривается со своими новыми друзьями и имитирует фальшивый арест, который производит большое впечатление на всю пьяную компанию. По дороге с вечеринки полицейские решают уйти со службы и вместе с Фогелем расстреливают автомобиль из табельного оружия и поджигают его.
На следующий день Сет и Эван встречаются в торговом центре с Джулс и Беккой. После некоторой неловкости ребята понимают, что девушки не держат на них зла. Они разделяются на пары и вместе идут за покупками.

## В ролях
| Актёр                | Роль                                     |
| -------------------- | ---------------------------------------- |
| Джона Хилл           | Сэт                                      |
| Майкл Сера           | Эван                                     |
| Кристофер Минц-Пласс | Фогель/«МакТрахер»                       |
| Билл Хейдер          | офицер Слейтер                           |
| Сет Роген            | офицер Майклз                            |
| Марта Макайзек       | Бекка                                    |
| Эмма Стоун           | Джулс                                    |
| Авива Бауманн        | Никола                                   |
| Кевин Корриган       | Марк                                     |
| Джо Ло Трульо        | Фрэнсис                                  |
| Дэйв Франко          | Грег                                     |
| Мартин Старр         | Джеймс Масселин                          |
| Дэвид Крамхолц       | Бенджи Остин                             |
| Лора Марано          | юная Бекка                               |
| Стейси Эдвардс       | мать Эвана                               |
| Кларк Дьюк           | подросток на вечеринке                   |
| Дэнни Макбрайд       | парень на вечеринке (в титрах не указан) |
| Клемент Блейк        | бездомный                                |

## Восприятие

### Кассовые сборы
Фильм возглавил североамериканский прокат в первый уик-энд, собрав 33 052 411 долларов при показе в 2 948 кинотеатрах. Средние сборы с каждого кинотеатра составили 11 212 долларов. На второй неделе картина сохранила лидерство, заработав ещё 18 044 369 долларов.
Общие сборы в США и Канаде достигли 121,5 миллиона долларов, а в других странах — 48,4 миллиона, что в сумме составило 169,9 миллиона долларов по всему миру. При бюджете в 20 миллионов долларов фильм оказался крайне прибыльным. На тот момент он стал самым кассовым подростковым комедийным фильмом в Северной Америке, но в 2012 году его превзошла картина Мачо и ботан, в которой также снялся Джона Хилл.

### Критика
На сайте Rotten Tomatoes у фильма 88% положительных оценок на основе 207 рецензий критиков со средней оценкой 7,40 из 10. Консенус сайта гласит: «Умело сочетая вульгарность и искренность и помещая своих героев в гротескные ситуации, фильм становится правдивым взглядом на дружбу и неизбежную неловкость подростковой жизни». На Metacritic фильм получил 76 баллов из 100 на основе 36 отзывов, что означает «в основном положительные». По данным опроса CinemaScore, зрители поставили фильму оценку A− по шкале от A до F. 

## Награды и номинации
| Год  | Премия                                  | Категория                            | Номинант             | Результат | Примечания |
| ---- | --------------------------------------- | ------------------------------------ | -------------------- | --------- | ---------- |
| 2007 | Премия «Ассоциации кинокритиков Остина» | Выдающийся исполнитель               | Майкл Сера           | Победа    | [ 8 ]      |
| 2007 | Премия «Выбор критиков»                 | Лучший комедийный фильм              | N/A                  | Номинация | [ 9 ]      |
| 2007 | Премия «Выбор критиков»                 | Лучший молодой актер                 | Майкл Сера           | Номинация | [ 9 ]      |
| 2007 | Премия «Ассоциации кинокритиков Чикаго» | Самый многообещающий исполнитель     | Майкл Сера           | Победа    | [ 10 ]     |
| 2007 | Кинопремия журнала Empire               | Лучшая комедия                       | N/A                  | Номинация | [ 11 ]     |
| 2007 | Teen Choice Awards                      | Лучший летний фильм – комедия/мюзикл | N/A                  | Номинация | [ 11 ]     |
| 2008 | Канадская премия в области комедии      | Лучший сценарист                     | Сет Роген            | Победа    | [ 12 ]     |
| 2008 | Канадская премия в области комедии      | Лучшее мужское выступление           | Майкл Сера           | Победа    | [ 12 ]     |
| 2008 | MTV Movie Awards                        | Лучшая комедийная работа             | Джона Хилл           | Номинация | [ 13 ]     |
| 2008 | MTV Movie Awards                        | Лучший фильм                         | N/A                  | Номинация | [ 13 ]     |
| 2008 | MTV Movie Awards                        | Прорывная производительность         | Майкл Сера           | Номинация | [ 13 ]     |
| 2008 | MTV Movie Awards                        | Прорывная производительность         | Джона Хилл           | Номинация | [ 13 ]     |
| 2008 | MTV Movie Awards                        | Прорывная производительность         | Кристофер Минц-Пласс | Номинация | [ 13 ]     |
| 2008 | Премия Пибоди                           | Лучшая новая комедийная постановка   | N/A                  | Номинация | [ 11 ]     |
| 2008 | Премия «Молодой Голливуд»               | Потрясающее новое лицо               | Эмма Стоун           | Победа    | [ 11 ]     |